# Trường đại học nữ sinh quốc tế Thái Bình Dương
Trường đại học nữ sinh quốc tế Thái Bình Dương (環太平洋大学短期大学部 Kan-taiheiyou daigaku tanki daigakubu) là một trường dành cho nữ sinh ở Uwajima, Ehime, Nhật Bản, được thành lập vào năm 1966.